# Дело Ян Найъу и Сяо Байцай
Дело Ян Найъу и Сяо Байцай — уголовное дело, по которому юрист Ян Найъу и его возлюбленная Сяо Байцай обвинялись в умышленном отравлении законного супруга последней — Гэ Пиньляня (葛品莲). Судебное разбирательство длилось четыре года и получило широкий общественный резонанс, считается одним из четырёх удивительных судебных дел Поздней Цин.

## Событие
Случай произошёл 25 ноября 1873 года в небольшом городе Юйхан в провинции Чжэцзян. Гэ Пиньлянь (кит. 葛品莲; ?-1873), 29-летний работник в магазине тофу, вернулся домой, ощущая сильное недомогание. По дороге домой его неоднократно одолевали приступы рвоты. Гэ и его 19-летняя жена Би Сюгу (кит. 畢秀姑; 1856—1930) снимали комнату у Ван Синьпэй, двоюродной сестры приёмного отца Би. Супруга встретила мужа на пороге дома. Увидев, что тот дрожит от холода, она обняла его. Гэ дал супруге 1000 медных монет и попросил купить сушёного ячменя и женьшеня. Вскоре после возвращения Гэ домой к ним зашла приёмная мать Гэ. Она поинтересовалась его состоянием и вскоре ушла. Через некоторое время Ван Синьпэй услышала Би, истошно зовущую на помощь. Вбежав в комнату, она увидела задыхающегося Гэ. Би попросила Ван позвать мать Гэ, приёмную мать и врача. Доктор попытался насильно скормить Гэ какие-то лекарства, но это не помогло: в четыре часа пополудни 19-летняя Сяо Байцай стала вдовой.

## Расследование и судебный процесс

### Первый этап: презумпция виновности
Смерть Гэ Пиньляня стала катализатором для слухом о том, что Би Сюгу, или Маленький Кабачок (Сяо Байцай), как её звали местные, всего-лишь за год до этого вступившая в брак, имела романтические отношения с местным чиновником, 33-летним Ян Найъу, в доме которого и снимала комнату со своим мужем. Сам Гэ, и его мать были свидетелями того, что любовники вместе ужинали, Найъу обучал девушку чтению буддийских сутр и кое-чему ещё. Вскоре супруги съехали из дома Ян Найъу и поселились у Ван Синьпэй.
В городе начали поговаривать о том, что Сяо Байцай отравила мужа, благо обстоятельства смерти позволяли дать любое толкование её причин. Мать Гэ, стремясь выяснить, правдивы ли эти слухи, подала прошение на проведении аутопсии — случай небывалый для провинциального городка с одним коронером на 65 000 жителей. Запрос на аутопсию был отправлен 30-го числа магистрату Лю Ситуну. Прежде, чем отправить запрос на аутопсию, Ситун встретился с местным чиновником Чэнь Чжушанем , который поведал ему о тайной любовной связи между Ян Найъу и Сяо Байцай. От себя Чэнь добавил, что все жители городка уверены, что благоверная супруга отправила мужа. Лю Ситун поручил привратнику Шэнь Цайцюаню и коронеру Шэнь Сяну исследовать тело. Шэнь Сян предположил, что труп выглядит так, словно имело место отравление опиумом, но Шэнь Цайцюань под влиянием циркулирующих слухов предположил, что имело место отравление мышьяком. Поскольку Шэнь Сян не мог дать более определённый ответ, в постановление о вскрытии был занесён вывод об отравлении мышьяком.
Не получив никакого внятного объяснения от родственников Гэ, Лю арестовал Сяо Байцай и под пытками та призналась, что имела связь с Ян Найъу. Последний также был вызван на допрос, но какие-либо отношения с Би Сюгу отрицал напрочь. Впрочем такая позиция нисколько не поколебала убеждённость Лю в том, что слухи правдивы и что подлая Сяо Баойцай действительно отравила мужа. 1 декабря он направил письмо префекту Ханчжоу Чэнь Лу с просьбой аннулировать учёную степень Ян Найъу и выдать разрешение на его арест. 9 декабря Ян и Би были отправлены в Ханчжоу, где их снова подвергли пыткам. Под пытками Найъу признался, что купил мышьяк в аптеке некоего Цянь Баошэна (или Цянь Таня) в Цанцяне, в пяти милях от Юйхана. 16 декабря Чэнь Лу поручил Лю Ситуну провести инспекцию этой аптеки. Инспектора пояснили Цяню, что от него требуется лишь признать факт продажи смертельной дозы мышьяка, и тот дал показания.
После очередного допроса Сяо Байцай призналась, что вступила в преступный сговор с Ян Найъу и отравила мужа мышьяком. По вердикту суда Ян Найъу был приговорён к смертной казни через отрубание головы, а Сяо Байцай была приговорена к самому мучительному виду казни — линчи («смерть от тысячи порезов»).

### Второй этап: борьба за спасение
В мае 1874 году жена, сестра и дядя Ян Найъу отправились с ходатайством в Пекин, однако Высший суд отправил дело на дорасследование в Ханчжоу. В Пекине никто из чиновников и судей не испытывал никакой симпатии к Ян Найъу и все искренне желали ему скорейшей смерти. Ситуация выглядела критической. Ян тем не менее, не собирался сдаваться. Потерпев поражение в официальной инстанции, он активизировал все свои связи среди знакомых чиновников. У Итун, бывший одноклассник Яна, работал частным учителем в доме Ху Сюэяня, одного из крупнейших торговцев Ханчжоу. На банкете, который Ху проводил в честь приезда Ся Туншаня, одного из императорских приближённых, который вёл дневники императора, У в разговоре с Ся упомянул дело Ян Найъу, при этом описав последнего как достойного и порядочного человека. Ся передал рассказ своему другу Вэн Тунхэ, который как раз собирался в Пекин и пообещал, что донесёт до императора суть дела.
Помимо этого, жена Ян Найъу нанесла визит Ван Шупину, который работал в Государственной канцелярии (內閣). Она также нанесла визит Ся Цзиньчуаню, брату Ся Туншэня, и У Идуну, от всех получила рекомендательные письма, с которыми и отправилась в Пекин в октябре 1874 года. В этот раз жена и сестра Ян Найъу посетили свыше 30 чиновников, написали челобитные в командование охранного пехотного отряда знамённых войск (步军统领), министерство наказаний (刑部), цензорат (都察院). Их активность возымела результат: дело привлекло внимание императора Тунчжи. По бюрократическим причинам дело вновь было направлено на дорасследование правителю Ян Чанцзюню, который, в свою очередь, поручил заняться делом префекту Хучжоу Си Гуану. Впрочем, императору Тунчжи не суждено было узнать о результатах дела: в конце 1874 года он слёг с тяжёлой болезнью (предположительно, сифилисом) и умер 12 января 1875 года. После смерти Тунчжи на трон взошла его мать — вдовствующая императрица Цыси, регент при малолетнем императоре Гуансюе. С мая по декабрь 1875 года ей четырежды докладывали о деле Ян Найъу и все четыре раза она отправляла дело на дорасследование через традиционные бюрократические каналы. После того, как младший цензор Ван Шужуй написал меморандум, в котором поставил под сомнение выводы расследования, Цысы поручила провести расследование Ху Жуйланю, ответственному за образование в провинции Чжэцзян. Выводы Ху в итоге совпали с официальным заключением. Однако через некоторое время Бянь Баоцюань, цензор, ответственный за провинцию Чжэцзян, указал Цыси, что Ху Жуйлань и Ян Чанцзюнь хорошо знакомы, а значит, практически наверняка выгораживают друг друга. Ху Жуйлань был уполномоченным в провинции Чжэцзян, он никогда бы не стал создавать проблемы высшему начальству, то же самое касалось и других чиновников, участвовавших в расследовании: все они были местными и не смели создавать проблемы начальству. Бянь предложил Цыси передать дело Министерству наказаний, но императрица отвергла это предложение.
На этом этапе истории в дело включился Вэн Тунхэ. В сентябре 1874 года он получил должность младшего советника в Министерстве наказаний. Днём он обсуждал дело с теми чиновниками, с которыми приходилось сталкиваться по долгу работы, а вечерами он наносил визиты своим знакомым, практически все из них были из провинции Чжэцзян. После того, как императрица отклонила идею Бяня перенести дело на рассмотрение в Министерство наказаний, Вэн сам обратился в Министерство с требованием выдать копию дела. Ознакомившись с материалами дела, чиновник пришёл к выводу, что расследование было проведено тщательно и «даже Бог правосудия не нашёл бы, к чему придраться». Тем не менее Вэн приложил все усилия для того, чтобы сдвинуть дело Ян Найъу с мёртвой точки. В результате его деятельности 19 декабря 1875 года 18 чиновников из провинции Чжэцзян, пребывающие в Пекине, направили в Цензорат письмо, в котором настаивали на повторном рассмотрении дела Ян Найъу, теперь уже в Министерстве наказаний. Это обращение возымело должный эффект: императрица Цыси выдала указ о переоткрытии дела.

### Третий этап: повторное расследование
Подготовка материалов дела заняла практически год: только в октябре 1876 года подозреваемые, свидетели и остальные участники дела были доставлены в Пекин. В октябре Ян, Сяо Байцай и остальные свидетели были допрошены в Министерстве наказаний. В ходе допроса выяснилось, что своё расследование Лю Ситун проводил, ориентируясь на сплетни, которые ему поведал Чэнь Чжушань. Также стало известно о том, что при вскрытии тела привратник и коронер не смогли достичь согласия в вопросе причины смерти, а коронер не обработал серебряную иглу специальным раствором после того, как проткнул горло трупа. Таким образом, результаты вскрытия были признаны недействительными. Повторная аутопсия была проведена 22 января 1877 года. В ней приняли участие 14 чиновников из Министерства наказаний и 20 судмедэкспертов. Поскольку кости — всё, что осталось от покойника к тому времени — имели белый цвет, было поставлено заключение, что отравление не было осуществлено, Ян Найъу и Сяо Байцай были признаны невиновными. В апреле 1877 года Ян Найъу был выпущен.